# Limonium catalaunicum
La Limonium catalaunicum es una plumbaginácea perennifolia endémica, del este de Aragón y de Lérida.

## Descripción
Es un hemicriptófito rosulado perenne, que tiene unas hojas basales que durante la floración marchitan, los tallos de las flores pueden alcanzar los 60cm y sus flores de tamaño pequeño de color violeta tienen de diámetro de 5 a 5.5 mm, que forman espigas de 3-10 cm.

## Distribución y hábitat
Su distribución esta por las provincias de Zaragoza, Huesca y Lérida desde los Monegros y Graus hasta Lérida. Su hábitat es en tierras donde hay o ha habido salinas de suelos yesosos.

## Taxonomía
Fue descrita por Sandro Alessandro Pignatti en 1962, en este género es normal que hibriden las plantas haciendo más difícil su clasificación taxonómica.

### Etimología
- Limonium: nombre genérico que procede del griego leimon, que significa "pradera húmeda", aludiendo al hábitat de muchas de las especies del género.
- catalaunicum:

#### Sinonimia
- Entoloma catalaunicum
- Melampyrum catalaunicum
- Apium catalaunicum
- Thesium catalaunicum
- Ligusticum catalaunicum
- Leucanthemum catalaunicum
- Statice catalaunica
- Statice duriuscula var. catalaunica